# Ondskabens Anatomi
|  | Denne artikel er oprettet af botten Steenthbot ud fra en ekstern database. Den kan derfor have sproglige fejl eller mangler. Denne skabelon kan fjernes efter kontrol af indholdet. |

Ondskabens Anatomi er en dansk kortfilm fra 2012 instrueret af Emil Blichfeldt Sørensen og efter manuskript af Ricardo Sian Kallo.

## Handling
Et forstyrret individ tror, han er læge og forsøger at helbrede unge kvinder. Men hans evner rækker ikke langt, og hans patienter dør på stribe.